# مؤسسه نفت کویت
مؤسسه نفت کویت (به عربی: مؤسسة البترول الکویتیة) شرکت ملی نفت کویت است، که در زمینه اکتشاف و تولید نفت خام و گاز طبیعی، همچنین تولید محصولات پتروشیمی، مواد شیمیایی، بنزین و فرآورده‌های نفتی فعالیت می‌کند. دفتر مرکزی این شرکت در شهر کویت قرار دارد. کلیه شرکت‌های حوزه نفت و گاز مستقر در این کشور، زیرمجموعه‌ای از مؤسسه نفت کویت به‌شمار می‌آیند.
مؤسسه نفت کویت در سال ۱۹۸۰ تأسیس شد و مالک آن دولت کویت است. در رتبه‌بندی که توسط مجله فورچون در سال ۲۰۱۲ انجام شد، مؤسسه نفت کویت در فهرست فورچون جهانی ۵۰۰ در رتبه ۵۲ از بزرگترین شرکت‌های جهان قرار داشت. بزرگترین زیرمجموعه این مؤسسه، شرکت نفت کویت می‌باشد.

## تاریخچه
مؤسسه نفت کویت در تاریخ ۲۷ ژانویه ۱۹۸۰ با هدف نظارت و مدیریت بر کلیه شرکت‌های نفتی کویتی، شامل شرکت نفت کویت، شرکت ملی فرآورده‌های نفتی کویت و شرکت انتقال نفت کویت، همچنین شرکت‌های زیرمجموعه آن‌ها که در مجموع از ۱۲ شرکت تابعه و زیرمجموعه تشکیل می‌شدند، در شهر کویت تأسیس شد.
این شرکت همانند چتری شرکت نفت کویت، شرکت ملی نفت کویت، شرکت تانکر نفت کویت و شرکت صنایع پتروشیمی کویت را در بر گرفته و تحت کنترل دولت کویت قرار می‌دهد. ریاست هیئت مدیره مؤسسه نفت کویت به صورت سنتی برعهده وزیر نفت کویت می‌باشد، ولی این شرکت عملأ توسط ارشدترین مدیر اجرایی آن اداره می‌شود، که در حال‌حاضر برعهده نزار العدسانی است.
محصولات پتروشیمی و فرآورده‌های نفتی تولید شده توسط مؤسسه نفت کویت در کشورهای مختلف عرضه می‌گردد ولی بخش اعظم درآمدهای آن از طریق شرکت تابعه کیو۸ تأمین می‌شود. شرکت کیو۸ مالک شبکه گسترده‌ای از ۴٫۴۰۰ جایگاه پمپ بنزین در ۶ کشور ایتالیا، دانمارک، بلژیک، هلند، لوکزامبورگ و سوئد می‌باشد.
مؤسسه نفت کویت دارای پالایشگاه در منطقه بنلوکس است، همچنین مالک یک پالایشگاه در شهر رتردام، هلند می‌باشد، که از طریق مشارکت در ترمینال یوروپورت، محصولاتش را انتقال می‌دهد. مؤسسه نفت کویت در ابتدای سال ۱۹۹۸ اقدام به خریداری دفاتر و بخشی از دارایی‌های شرکت بی‌پی (بریتیش پترولیوم) در کشور بلژیک نمود. این شرکت تا اواخر سال ۱۹۹۸ کلیه سهام و دارایی‌های شرکت بی‌پی بلژیک را خریداری کرد. در سال ۱۹۹۹ مؤسسه نفت کویت تمامی جایگاه‌های پمپ بنزین شرکت آرال آگ در کشور بلژیک را نیز خریداری کرد. امروزه پایگاه اصلی این شرکت در اروپا، در کشور بلژیک مستقر می‌باشد.

## شرکت نفت کویت
شرکت نفت کویت، شرکت نفت و گاز کویتی است، که در بخش بالادستی صنعت نفت و در زمینه اکتشاف و استخراج نفت خام و گاز طبیعی فعالیت می‌کند.
شرکت نفت کویت در سال ۱۹۳۴ توسط شرکت نفت ایران و انگلیس و شرکت گلف اویل راه‌اندازی شد و در حال حاضر چهارمین صادرکننده بزرگ نفت خام در جهان می‌باشد.
دفتر مرکزی این شرکت در شهر احمدی، کویت قرار دارد. مؤسسه نفت کویت، کلیه سهام این شرکت را در اختیار دارد و شرکت نفت کویت به‌عنوان شرکت تابعه این مؤسسه محسوب می‌شود.

## شرکت ملی نفت کویت
شرکت ملی نفت کویت، شرکت دولتی نفت و گاز کویتی است، که در بخش پایین‌دستی صنعت نفت و در زمینه پالایش نفت خام، مایع‌سازی گاز طبیعی و تولید ال‌ان‌جی و ال‌پی‌جی، همچنین تولید، توزیع و بازاریابی فراورده‌های نفتی فعالیت می‌کند.
شرکت ملی نفت کویت در سال ۱۹۶۰ از مشارکت انتفاعی دولت کویت و بخش خصوصی راه‌اندازی شد، ولی در سال ۱۹۷۵ این شرکت نیز همانند بقیه شرکت‌های نفتی کویت، به‌طور کامل در انحصار دولت این کشور قرار گرفت.
دفتر مرکزی این شرکت در شهر احمدی، کویت قرار دارد. مؤسسه نفت کویت، کلیه سهام این شرکت را در اختیار دارد و شرکت ملی نفت کویت به‌عنوان شرکت تابعه این مؤسسه محسوب می‌شود. شرکت ملی نفت کویت هم‌اکنون مالکیت و مدیریت بر ۴ پالایشگاه نفت را در کشور کویت در اختیار دارد.

## جایگاه‌های پمپ بنزین

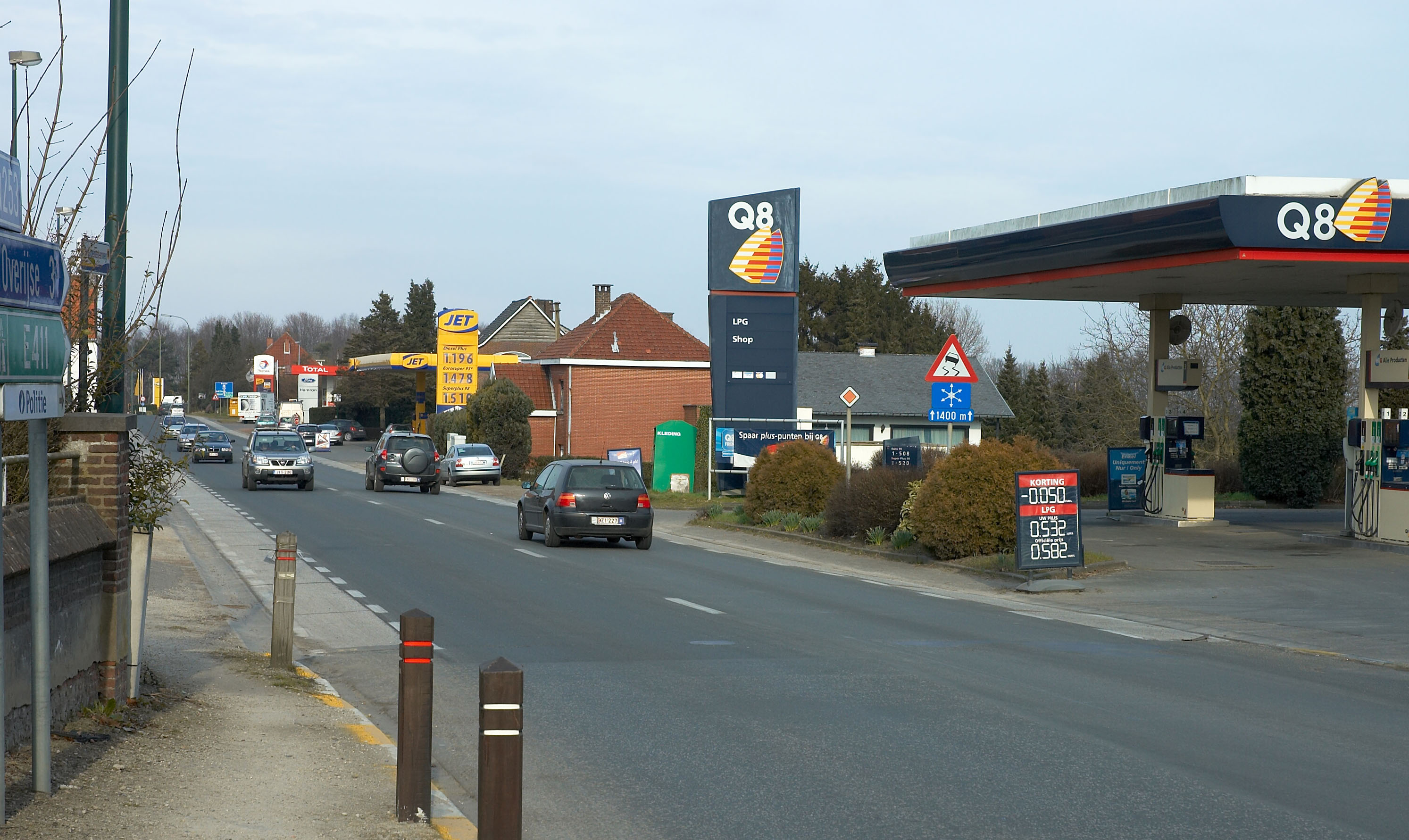
جایگاه پمپ بنزین کیو۸ در هلند

مؤسسه نفت کویت، در مجموع، دارای ۴۰۰۰ جایگاه پمپ بنزین، در کشورهای مختلف می‌باشد، که اغلب این جایگاه‌ها، در اروپا قرار دارند.
کلیه عملیات مرتبط با پمپ بنزین‌های مؤسسه نفت کویت، تحت مدیریت شرکت نفت بین‌المللی کویت، که از شرکت‌های تابعه این کمپانی می‌باشد، اداره می‌شود.
جایگاه‌های پمپ بنزین مؤسسه نفت کویت، تحت ۳ برند یا نام تجاری، فعالیت می‌کنند، که هر یک از آن‌ها در عمل، یک شرکت نفتی پایین‌دستی است، که زیرمجموعه‌ای از شرکت نفت بین‌المللی کویت بوده و در مجموع به‌عنوان شرکت‌های تابعه مؤسسه نفت کویت فعالیت می‌نمایند. این سه شرکت یا برند عبارتند از:
- کیو۸ (Q8)
- اوکی‌کیو۸ (OKQ8)
- اف۲۴ (F24)

### کیو۸

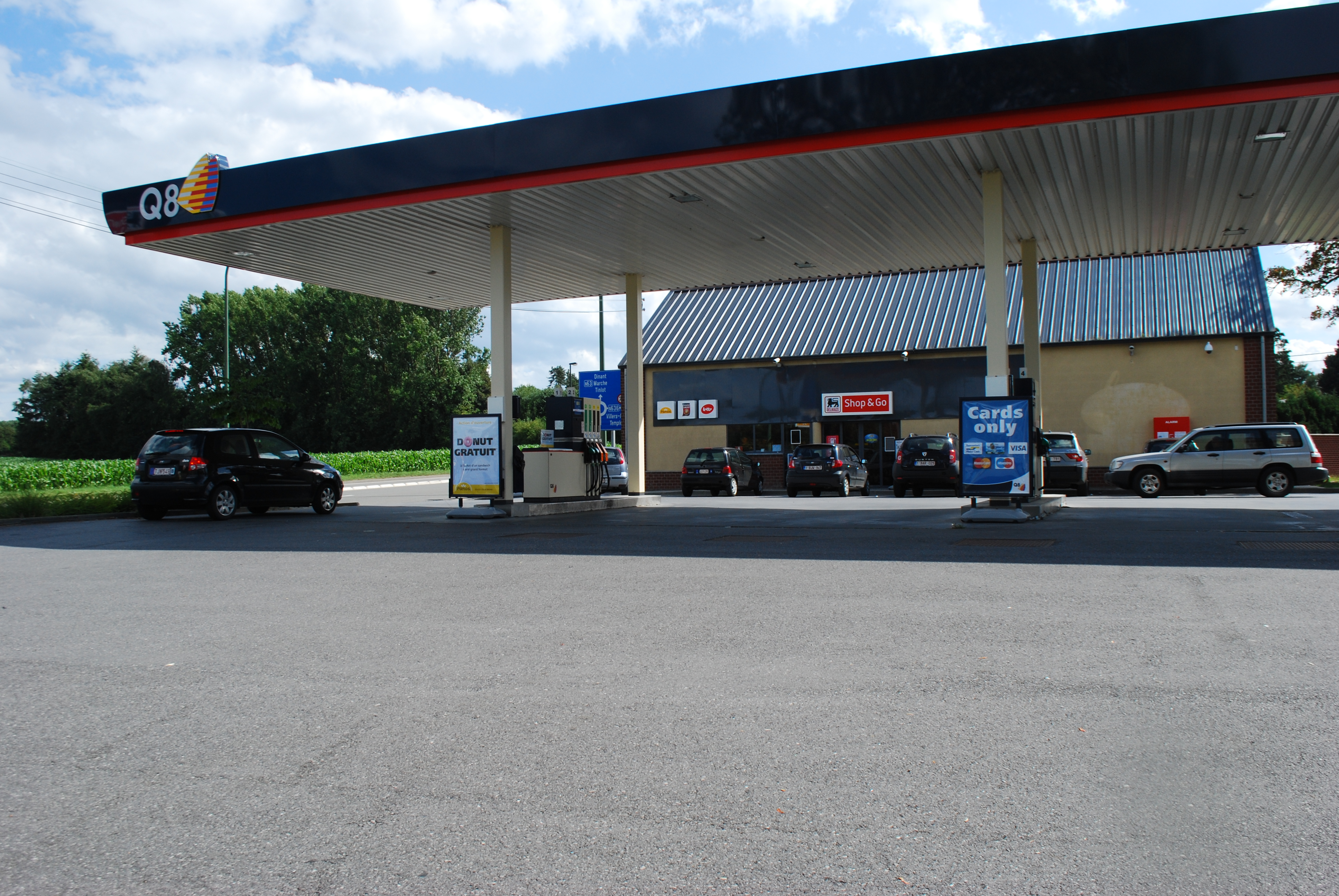
پمپ بنزین کیو۸ در ناندارین، بلژیک

کیو۸، (به انگلیسی: Q8) یکی از شرکت‌های تابعه مؤسسه نفت کویت است، که مالک شبکه گسترده‌ای از جایگاه‌های پمپ بنزین در اروپا می‌باشد. این شرکت، همچنین وظیفه توزیع محصولات شرکت نفت کویت، در کشورهای دیگر را نیز برعهده دارد.
در کشورهای اسکاندیناوی، تعداد ۱۸۶ پمپ بنزین، تحت برند کیو۸ وجود دارد. حوزه فعالیت کیو۸ در کشورهای ایتالیا، آلمان، بلژیک، هلند و لوگزامبورگ می‌باشد.
مؤسسه نفت کویت، دارای ۴۰۴ جایگاه پمپ بنزین در کشور بلژیک است، که تمامی آن‌ها، با برند کیو۸ فعالیت می‌کنند. مؤسسه نفت کویت، مالک یک پالایشگاه نفت، در منطقه بنلوکس شهر روتردام، هلند می‌باشد. این شرکت همچنین، دارای ۱۴۶ جایگاه پمپ بنزین، در کشور هلند نیز می‌باشد.

### اوکی‌کیو۸

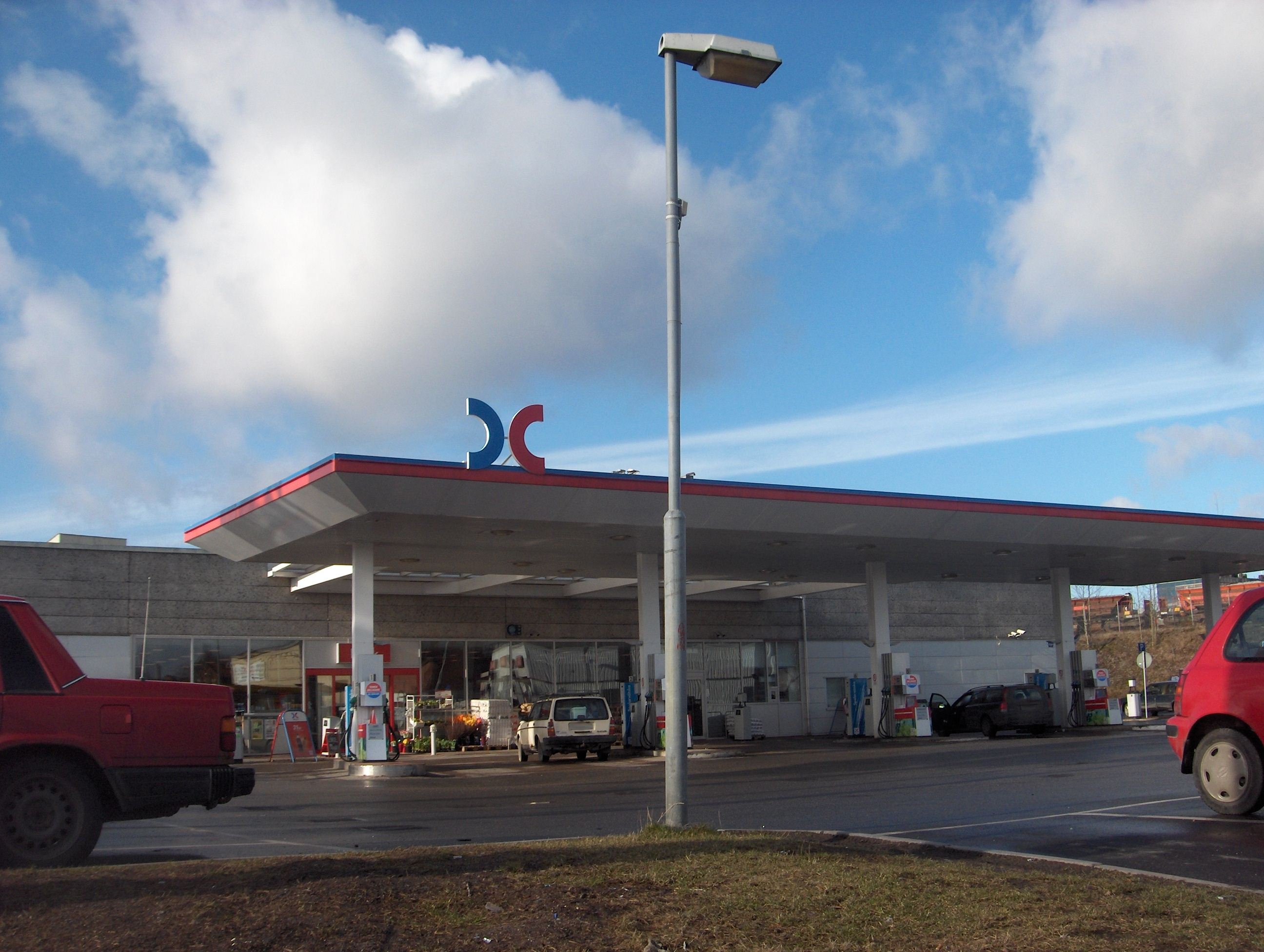
پمپ بنزین اوکی‌کیو۸، در ژوهانسبورگ سوئد

اوکی‌کیو۸، (به انگلیسی: OKQ8) شرکت نفت کویتی-سوئدی است، که در سال ۱۹۹۹ در پی ادغام یکی از شرکت‌های تابعه مؤسسه نفت کویت، بنام کی‌پی‌آی-کیو۸ با شرکت سوئدی؛ اوکی (OK)، تشکیل شد.
در حال‌حاضر، این شرکت کویتی-سوئدی مالک ۹۰۰ پمپ بنزین در کشور سوئد می‌باشد.

### اف۲۴

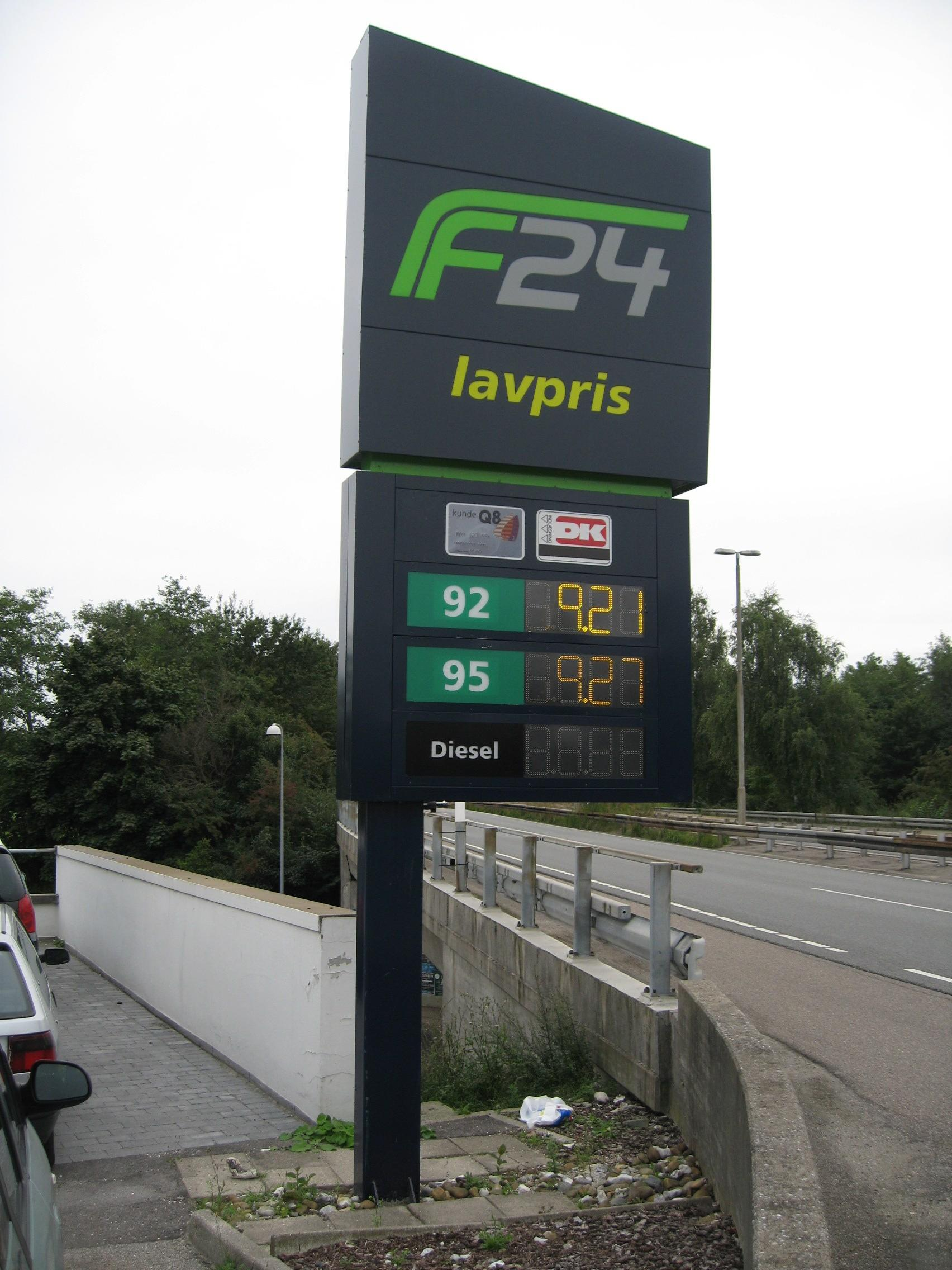
جایگاه پمپ بنزین اف۲۴ در دانمارک

اف۲۴، (به انگلیسی: F24) شرکت کویتی-دانمارکی است، که نیمی از سهام آن در اختیار مؤسسه نفت کویت بوده و نیمی دیگر از آن، به دولت دانمارک تعلق دارد.
شرکت اف۲۴ مالک ۵۵ جایگاه پمپ بنزین؛ با همین نام تجاری، در کشور دانمارک می‌باشد.

## شرکت‌های تابعه
مؤسسه نفت کویت، دارای یازده شرکت تابعه می‌باشد. شرکت‌های تابعه این کمپانی، عبارتند از:
- شرکت نفت کویت (Kuwait Oil Company)
- شرکت ملی نفت کویت (Kuwait National Oil Company)
- شرکت صنایع پتروشیمی (Petrochemicals Industries Company)
- شرکت تانکر نفت کویت (Kuwait Oil Tanker Company)
- شرکت سوخت هواپیمایی کویت (Kuwait Aviation Fueling Company)
- شرکت اکتشاف نفت کویت (KUFPEC)
- شرکت نفت بین‌المللی کویت (KPI - Q8)
- شرکت بین‌المللی سانتافه (SantaFe International Corporation)
- شرکت نفت خلیج کویت (Kuwait Gulf Oil Company)
- شرکت خدمات رسانی نفت (Oil Sector Services Company)
- شرکت پتروشیمی کی-داو (K-Dow Petrochemicals)